# Stigmella wollofella
Stigmella wollofella is een vlinder uit de familie van de dwergmineermotten (Nepticulidae). De soort is voor het eerst wetenschappelijk beschreven als Nepticula wollofella door Bert Gustafsson in een publicatie uit 1972.
De spanwijdte bedraagt zowel bij het mannetje als bij het vrouwtje 4,5 millimeter.

## Verspreiding
De soort komt voor in Gambia.

## Waardplanten
De rups leeft op Ziziphus mauritiana (Lam.) (Rhamnaceae).